# Árpa (betegség)
Az árpa a szemhéjban lévő mirigyek akut gyulladása, amit legtöbbször baktériumok okoznak, melyek a kötőhártyán és a szemen, a pillák között is élnek, például bizonyos staphylococcus-törzsek. Az árpa jellegzetes, aránylag körülírt duzzanat, ami nem feltétlenül ödémás, esetleg kisebb területen elsárgásodhat a bőr is, tapintása pedig igen fájdalmas az akut gyulladás miatt. A szemhéj belső felszínén is alakulhat ki árpa, ami gyulladást, gennyesedést okoz.

## Okai
Az árpát leggyakrabban a szemhéjon levő faggyúmirigyek elzáródása okozza. Habár némileg gyakoribb a tizenévesek körében, mégis minden életkorban előfordulhat. Az árpát kiválthatja a szegényes, egyoldalú étrend, a nem megfelelő higiénia, kialvatlanság, víz hiánya és a szem dörzsölése is. A törülközők megosztása nem ajánlott, mert egyik emberről a másikra is átterjedhet az árpa. Az árpa egy-két hétig tart kezelés nélkül, kezelés esetén akár négy napon belül is elmúlhat.

## Megelőzése
Az árpa kialakulásának megelőzésére a legjobb módszer a magas fokú személyi higiénia. Az alapos kézmosás képes csökkenteni az árpa kialakulásának esélyeit, de más fertőzések meggátolására is alkalmas. Hasznos lehet, ha felkelés után egy-két percig melegített törülközőt teszünk a szemre, hogy a faggyúmirigyekben a faggyú megolvadjon és ezáltal könnyebben kifolyjon a szőrtüszőkön át és ne tömítse el azokat.
Ahhoz, hogy megakadályozzuk, hogy árpa alakuljon ki a szemen, soha ne használjuk más törülközőjét, vagy egyéb olyan eszközét, amelyet a szeméhez használ, mint például szemhéjfesték. Az egyének tartsák tisztán azokat az eszközöket, amelyekkel a szemükhöz érnek és figyeljenek az általános ápoltságra. Ajánlott minden este lefekvés előtt maradéktalanul eltávolítani a sminket, különös tekintettel a szemhéjfestéket és a szempillafestéket.

## Kezelés
Kezdeti stádiumban antibiotikummal és kenőccsel gyógyítható. Később magától kifakadhat a tályog, ráterjedhet a gennyes gyulladás az egész szemhéjra, a gyulladás befelé is haladhat a szemüregbe. Mindez nagyon kellemetlen, hiszen az ínhártyát is áttörheti, ráhúzódhat a vénákra, majd trombózis is kialakulhat, és átterjedhet a koponyaűrön belülre. Ezek szerencsére nem gyakori komplikációk, a többség magától elmúlik. Minden esetben szükséges szakorvosi vizsgálat.